# Tân Long, Hướng Hóa
Tân Long là một xã thuộc huyện Hướng Hóa, tỉnh Quảng Trị, Việt Nam.
Xã Tân Long có diện tích 19,8 km², dân số năm 1999 là 2775 người, mật độ dân số đạt 140 người/km².

## Hành chính
Xã Tân Long được chia thành 9 thôn: Làng Vây, Long An, Long Giang, Long Hợp, Long Phụng, Long Quy, Long Thành, Xi Núc, Yên Thuận.